# Dipoena kuyuwini
Dipoena kuyuwini là một loài nhện trong họ Theridiidae.
Loài này thuộc chi Dipoena. Dipoena kuyuwini được Herbert Walter Levi miêu tả năm 1963.